# فيليب أليسون
فيليب أليسون (بالإنجليزية: Philip Allison)‏ هو مبارز بالسيف أمريكي، ولد في 21 مايو 1889 في والا والا في الولايات المتحدة، وتوفي في 4 يوليو 1982 في سايلم في الولايات المتحدة.

## وصلات خارجية
- فيليب أليسون على موقع اللجنة الأولمبية الدولية (الإنجليزية)
- فيليب أليسون على موقع أوليمبيديا (الإنجليزية)